# Ракетна атака безпілотниками на Ер-Ріяд (2020)
Ракетна атака безпілотниками на Ер-Ріяд (англ. Riyadh drone and missile attack) — атака крилатими ракетами здійснена за допомоги дронів єменськими хуситами 23 червня 2020 року. За версією хуситів напад планувався на  аеропорт Короля Халіда та штаб-квартиру міністерства оборони Саудівської Аравії що знаходиться в столиці Ер-Ріяд.
Коаліція під керівництвом Саудівської Аравії повідомила про перехоплення 8 хуситських БПЛА та 3 балістичних ракет, запущених у Ер-Ріяді. Однак два вибухи пролунали.
За словами представника коаліції полковника Турки аль-Малкі, атака Хуситів була "спланованою ворожою акцією, спрямоване на мирне населення".

## Причини нападу
В березні 2018 року сили хуситів запустили на Ер-Ріяд ракети, убивши єгипетського громадянина та поранивши двох інших.
У вересні 2019 року іранські сили розпочали напад на нафтове родовище в Саудівської Аравії Абкайк – Хурайс.
Під час тривалої громадянської війни в Ємені та саудівської інтервенції в Ємен війська Хуситів домоглися захопити землі в  мухафазі Ель-Джауф та в Марібі. Напад аналітики розцінюють як велику ескалацію війни та причину Саудівській Аравії переглянути "свою військову доблесть".

## Атака
За словами хуситів, напад був здійснений з метою пошкодження 5 локацій в Саудівській Аравії та Ємені:
- Аеропорт Короля Халіда і штаб-квартира міністерства оборони Ер-Ріяд.
- Військові сили коаліції в Найрані.
- Аеропорт Абха в Хаміс-Мушаїт.
- Військові сили коаліції в Джизані.
- Бази Тадавін та аль-Рувайк в Маріб, Ємен.[1]

## Жертви
Про жертви під час нападу даних не надходило.

## Реакція
- Сполучені Штати- Посольство Сполучених Штатів у Саудівській Аравії підтвердило  про "ракетні атаки безпілотників" в Ер-Ріяді та закликало вживати заходів безпеки. Посольство закликало людей до проведення оборонних дій. Цитуючи "Якщо ви на вулиці, негайно шукайте укриття". Ця заява підтверджує можливість майбутніх нападів на Саудівську Аравію.[4]